# Adèle di Champagne
Adele di Champagne o Adele di Blois, chiamata anche Alice (1140 circa – Parigi, 4 giugno 1206) era figlia di Teobaldo IV, conte di Blois e di Champagne (come Teobaldo II), e di Matilde di Carinzia.

## Biografia
Divenne regina di Francia il 13 novembre 1160, quando sposò a Parigi Luigi VII, rimasto vedovo da sole cinque settimane della sua seconda moglie Costanza. Le nozze tra Adele e Luigi s'inserirono nel quadro di una maggiore connessione tra il regno di Francia e la contea di Champagne. Descritta come donna bella, virtuosa e di grande senno, Adele svolse un ruolo attivo nelle vicende del regno, insieme ai fratelli Enrico I di Champagne, Tebaldo V di Blois e Guglielmo dalle Bianche Mani, arcivescovo di Reims. A rafforzare il legame instauratosi con le sue nozze tra la dinastia capetingia e quella di Blois, le figlie di primo letto di Luigi, Maria e Alice di Francia sposarono rispettivamente Enrico e Tebaldo. Adele ed i suoi fratelli sentirono le proprie posizioni minacciate quando Filippo, unico maschio della regina e di Luigi, sposò Isabella di Hainaut, erede dell'Artois. Contro tale minaccia, Adele formò un'alleanza con il duca di Borgogna Ugo III e con il conte Filippo I di Fiandra e tentò di coinvolgervi l'imperatore Federico Barbarossa. Il conflitto esplose nel 1181, ed i rapporti tra la Francia e la casata di Hainaut divennero così pessimi che Filippo tentò di divorziare da Isabella nel 1184. Sebbene il suo potere fosse scemato dopo l'ascesa al trono di Filippo nel 1180, Adele funse da reggente nel 1190 durante l'assenza del figlio, impegnato nella terza crociata. Nuovamente allontanata dal potere dopo il suo ritorno nel 1192 partecipò tuttavia alla fondazione di numerose abbazie. Morì il 4 giugno 1206, e venne sepolta nell'Abbazia di Pontigny, vicino ad Auxerre.

## Discendenza
Adèle e Luigi ebbero due figli:
- Filippo Dieudonné, (Parigi 21 agosto 1165 - Mantes-la-Jolie 14 luglio 1223, futuro Filippo II di Francia in quanto unico erede maschio di Luigi VII;
- Agnès, meglio conosciuta come Anna di Bisanzio (1171-1240), sposa in successione di Alessio II Comneno, di Andronico I Comneno e di Teodoro Brana.

## Ascendenza
|                         |                        |                                   | Genitori               |  |  | Nonni |  |  | Bisnonni             |  |  | Trisnonni          |  |
|                         |                        |                                   |                        |  |  |       |  |  | Tebaldo III di Blois |  |  | Oddone II di Blois |  |
|                         |                        |                                   |                        |  |  |       |  |  | Tebaldo III di Blois |  |  | Oddone II di Blois |  |
|                         |                        | Ermengarda d'Alvernia             |                        |  |  |       |  |  | Tebaldo III di Blois |  |  |                    |  |
| Stefano II di Blois     |                        |                                   |                        |  |  |       |  |  | Tebaldo III di Blois |  |  |                    |  |
|                         |                        | Gersenda del Maine                | Eriberto I del Maine   |  |  |       |  |  |                      |  |  |                    |  |
|                         |                        | Gersenda del Maine                | Eriberto I del Maine   |  |  |       |  |  |                      |  |  |                    |  |
|                         |                        | Gersenda del Maine                | ?                      |  |  |       |  |  |                      |  |  |                    |  |
| Tebaldo II di Champagne |                        | Gersenda del Maine                |                        |  |  |       |  |  |                      |  |  |                    |  |
|                         |                        | Guglielmo I d'Inghilterra         | Roberto I di Normandia |  |  |       |  |  |                      |  |  |                    |  |
|                         |                        | Guglielmo I d'Inghilterra         | Roberto I di Normandia |  |  |       |  |  |                      |  |  |                    |  |
|                         |                        | Guglielmo I d'Inghilterra         | Herleva                |  |  |       |  |  |                      |  |  |                    |  |
| Adele d'Inghilterra     |                        | Guglielmo I d'Inghilterra         |                        |  |  |       |  |  |                      |  |  |                    |  |
|                         |                        | Matilde di Fiandra                | Baldovino V di Fiandra |  |  |       |  |  |                      |  |  |                    |  |
|                         |                        | Matilde di Fiandra                | Baldovino V di Fiandra |  |  |       |  |  |                      |  |  |                    |  |
|                         |                        | Matilde di Fiandra                | Adele di Francia       |  |  |       |  |  |                      |  |  |                    |  |
| Adèle di Champagne      |                        | Matilde di Fiandra                |                        |  |  |       |  |  |                      |  |  |                    |  |
|                         | Enghelberto I d'Istria | Sigfrido I di Sponheim            |                        |  |  |       |  |  |                      |  |  |                    |  |
|                         | Enghelberto I d'Istria | Sigfrido I di Sponheim            |                        |  |  |       |  |  |                      |  |  |                    |  |
|                         | Enghelberto I d'Istria | Riccarda di Lavant                |                        |  |  |       |  |  |                      |  |  |                    |  |
| Enghelberto II d'Istria | Enghelberto I d'Istria |                                   |                        |  |  |       |  |  |                      |  |  |                    |  |
|                         |                        | Edvige                            |                        |  |  |       |  |  |                      |  |  |                    |  |
|                         |                        |                                   |                        |  |  |       |  |  |                      |  |  |                    |  |
|                         |                        |                                   |                        |  |  |       |  |  |                      |  |  |                    |  |
| Matilde di Carinzia     |                        |                                   |                        |  |  |       |  |  |                      |  |  |                    |  |
|                         |                        | Ulrico di Passau                  | Rapoto di Cham         |  |  |       |  |  |                      |  |  |                    |  |
|                         |                        | Ulrico di Passau                  | Rapoto di Cham         |  |  |       |  |  |                      |  |  |                    |  |
|                         |                        | Ulrico di Passau                  | Matilde                |  |  |       |  |  |                      |  |  |                    |  |
| Uta di Passau           |                        | Ulrico di Passau                  |                        |  |  |       |  |  |                      |  |  |                    |  |
|                         |                        | Adelaide di Megling-Frontenhausen | Kuno di Lechsgemünd    |  |  |       |  |  |                      |  |  |                    |  |
|                         |                        | Adelaide di Megling-Frontenhausen | Kuno di Lechsgemünd    |  |  |       |  |  |                      |  |  |                    |  |
|                         |                        | Adelaide di Megling-Frontenhausen | Mechtild di Horburg    |  |  |       |  |  |                      |  |  |                    |  |
|                         |                        | Adelaide di Megling-Frontenhausen |                        |  |  |       |  |  |                      |  |  |                    |  |